# Ле Шене
Ле Шене (фр. Le Chesnay) град је у Француској, у департману Ивлен.
По подацима из 1999. године број становника у месту је био 28.530.

## Демографија
| 1962.  | 1968.  | 1975.  | 1982.  | 1990.  | 1999.  | 2011.  |
| ------ | ------ | ------ | ------ | ------ | ------ | ------ |
| 13.249 | 14.184 | 24.785 | 27.647 | 29.542 | 28.530 | 29.226 |

## Партнерски градови
- Хепенхајм